# Dan Barker
Dan Barker (sinh ngày 25 tháng 6 năm 1949), là một nhà hoạt động vô thần người Mỹ. Ông từng là một nhà thuyết giáo và nhạc sĩ theo Kitô giáo trong 19 năm, nhưng đã bỏ đạo vào năm 1984. Barker cùng với người vợ Annie Laurie Gaylor là đồng chủ tịch của Hiệp hội Tự do khỏi Tôn giáo (Freedom From Religion Foundation - FFRF). Ông viết nhiều bài báo cho tờ Freethought Today - một tờ báo Hoa Kỳ có nội dung ủng hộ tự do tư tưởng - và là tác giả của một số quyển sách, trong đó có cuốn "Mất Niềm tin vào Đức tin: Từ Nhà thuyết giáo đến Người vô thần" (Losing Faith in Faith: From Preacher to Atheist).
Barker là một diễn giả được mời đến diễn thuyết tại Rock Beyond Belief. Ông cũng là thành viên của cơ quan phát ngôn thuộc Liên minh Sinh viên Thế tục.

## Tiểu sử
Barker hoàn tất một chứng chỉ về tôn giáo tại Đại học Azusa Pacific và được thụ phong bởi Giáo hội Cộng đồng Tiêu chuẩn (Standard Community Church) tại California năm 1978. Ông phục vụ với chức danh Phó mục sư thuộc một nhà thờ của Hội Tôn giáo Bằng hữu (Quaker), một của Hội chúng của Đức Chúa Trời, và một nhà thờ độc lập của Phong trào Ân Tứ. Trong thời gian đó, ông sáng tác một số bài nhạc Kitô giáo khá nổi tiếng dành cho trẻ em, tỉ như bài Mary Had a Little Lamb (1977) và His Fleece Was White as Snow (1978), cả hai đều được phát hành bởi Manna Music. Là một nhạc sĩ khá thành công, Barker đã sáng tác hơn 200 bài hát được phát hành hay ghi âm.
Năm 1984, Dan Barker tuyên bố với các bằng hữu rằng ông đã trở thành người vô thần,, và cùng năm đó ông xuất hiện trên chương trình AM Chicago (dẫn chương trình bởi Oprah Winfrey) nói về việc "tống khứ thói quen tôn giáo". Barker đã gặp người vợ tương lai Annie Laurie Gaylor tại đó khi họ cùng là khách mời của chương trình. Hai người hẹn hò trong vòng 6 tháng, kết hôn năm 1987, và có một mặt con là Sabrina Delata.
Dan Barker là thành viên của một bộ tộc người Da đỏ Delaware là Lenape, và năm 1991 ông xuất bản quyển sách Paradise Remembered,, một tuyển tập các câu chuyện về người ông của mình khi còn là một câu trai trẻ người Lenape sống ở khu vực Indian Territory.
Barker là một người có chỉ số thông minh cao.

## Hiệp hội Tự do khỏi Tôn giáo
Dan Barker là đồng chủ tịch của Hiệp hội Tự do khỏi Tôn giáo - một hiệp hội ủng hộ tự do tư tưởng và tách bạch nhà thờ khỏi nhà nước - cùng với vợ mình là Annie Laurie Gaylor. Hai vợ chồng cũng là người dẫn chương một chương trình hàng tuần kéo dài một tiếng đồng hồ trên Freethought Radio, một đài phát thanh ở vùng Madison, Wisconsin dành cho những người vô thần, bất khả tri và những người ủng hộ tư tưởng tự do. Chương trình được phát hàng tuần, trên Progressive Talk The Mic 92.1, tại Madison, Wisconsin. Chương trình cũng được phát trên một số trạm phát thanh ở vùng Trung Tây và người nghe có thể truy cập nội dung ở dạng podcast. Đài Freethought Radio đã từng có những cuộc phỏng vấn với Richard Dawkins, Sam Harris, Steven Pinker, Julia Sweeney, và Michael Newdow.

## Xuất hiện trên truyền thông

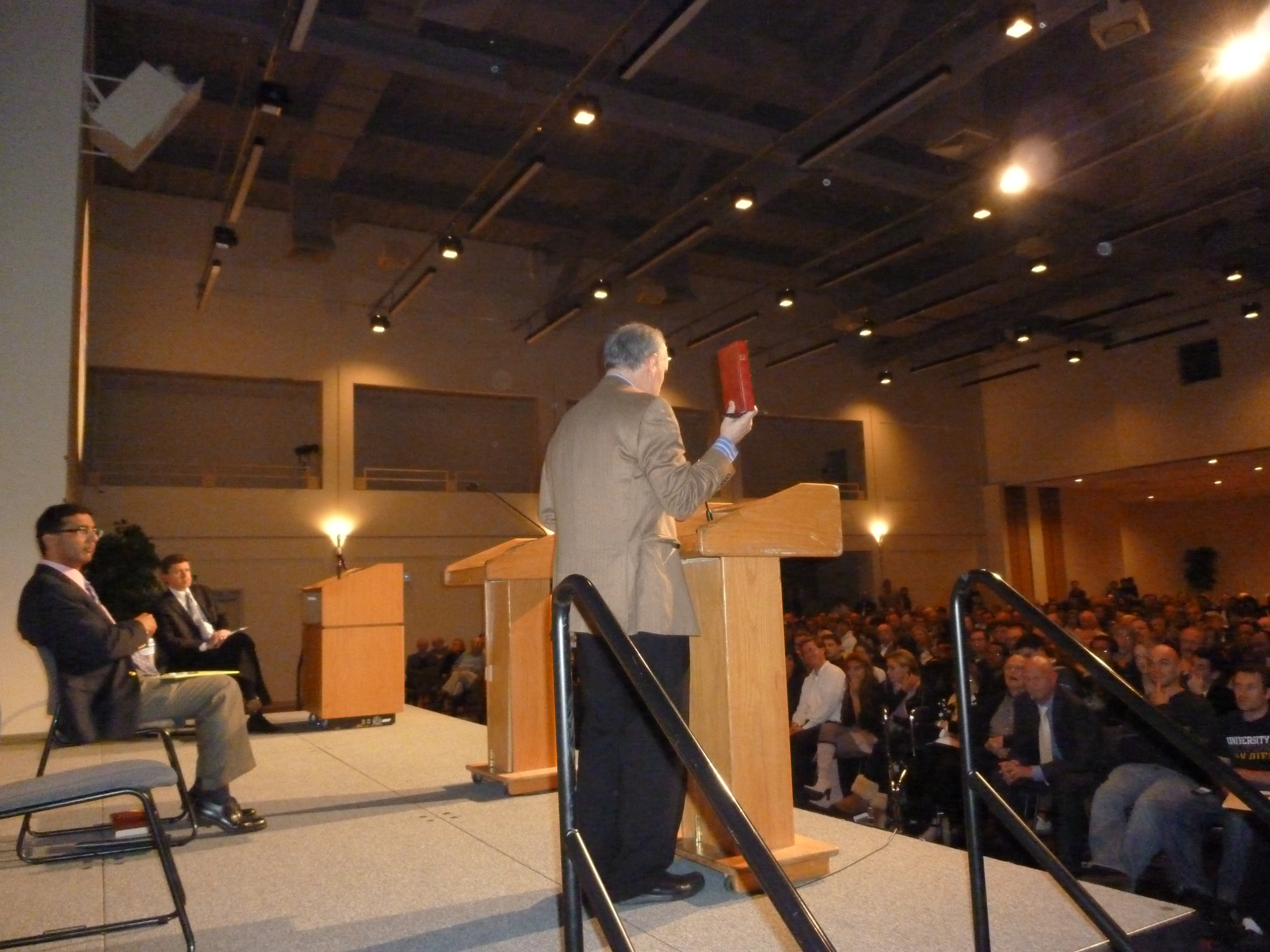
Barker cầm trong tay một quyển Thánh kinh bìa đỏ, đang tranh luận với Dinesh D'Souza tại Đại học California, San Diego vào năm 2011.

Barker xuất hiện trong nhiều chương trình truyền thanh và truyền hình cấp quốc gia nhằm tranh luận về các chủ đề liên quan đến vô thần và sự tách rời Nhà thờ khỏi Nhà nước. Ông đã thảo luận về các hình vẽ Chúa Giáng sinh trên các tài sản của chính phủ, tham gia chiến dịch chống lại việc ấn hành tem mang hình Mẹ Teresa, chống lại việc cầu nguyện ở các trường công, và xuất hiện trong các chương trình Phil Donahue, Hannity & Colmes, Maury Povich, Good Morning America, Sally Jessy Raphael, và Tom Leykis.
Ông xuất hiện trong một bài báo của tờ New York Times về sự phát triển của chủ nghĩa vô thần ở các bang miền Nam, và thậm chí còn đưa cả địa chỉ của "trung tâm bỏ đạo" của mình trên khắp nước Mỹ, và đã tham gia vào nhiều cuộc tranh luận trên khắp đất nước.

## Tác phẩm
Âm nhạc
- Mary Had a Little Lamb (Manna Music 1977)
- His Fleece Was White as Snow (Manna Music 1978)

Sách
- Barker, Dan (1990). Maybe Yes, Maybe No: A Guide for Young Skeptics. Prometheus Books. ISBN 978-0879756079.
- Barker, Dan (1992). Losing Faith in Faith: From Preacher to Atheist. Madison, WI: Freedom From Religion Foundation. ISBN 978-1877733130.
- Barker, Dan (2002). Just Pretend. Freedom From Religion Foundation. ISBN 978-1877733055.
- Barker, Dan (2008). Godless: How an Evangelical Preacher Became One of America's Leading Atheists. Ulysses Press. ISBN 978-1569756775.
- Barker, Dan (2011). The Good Atheist: Living a Purpose-Filled Life Without God. Ulysses Press. ISBN 978-1569758465.

Album nhạc
- Night at Nakoma
- Friendly Neighborhood Atheist (2002)
- Beware of Dogma (2004)
- Adrift On A Star (2013)